# Muna Duzdar

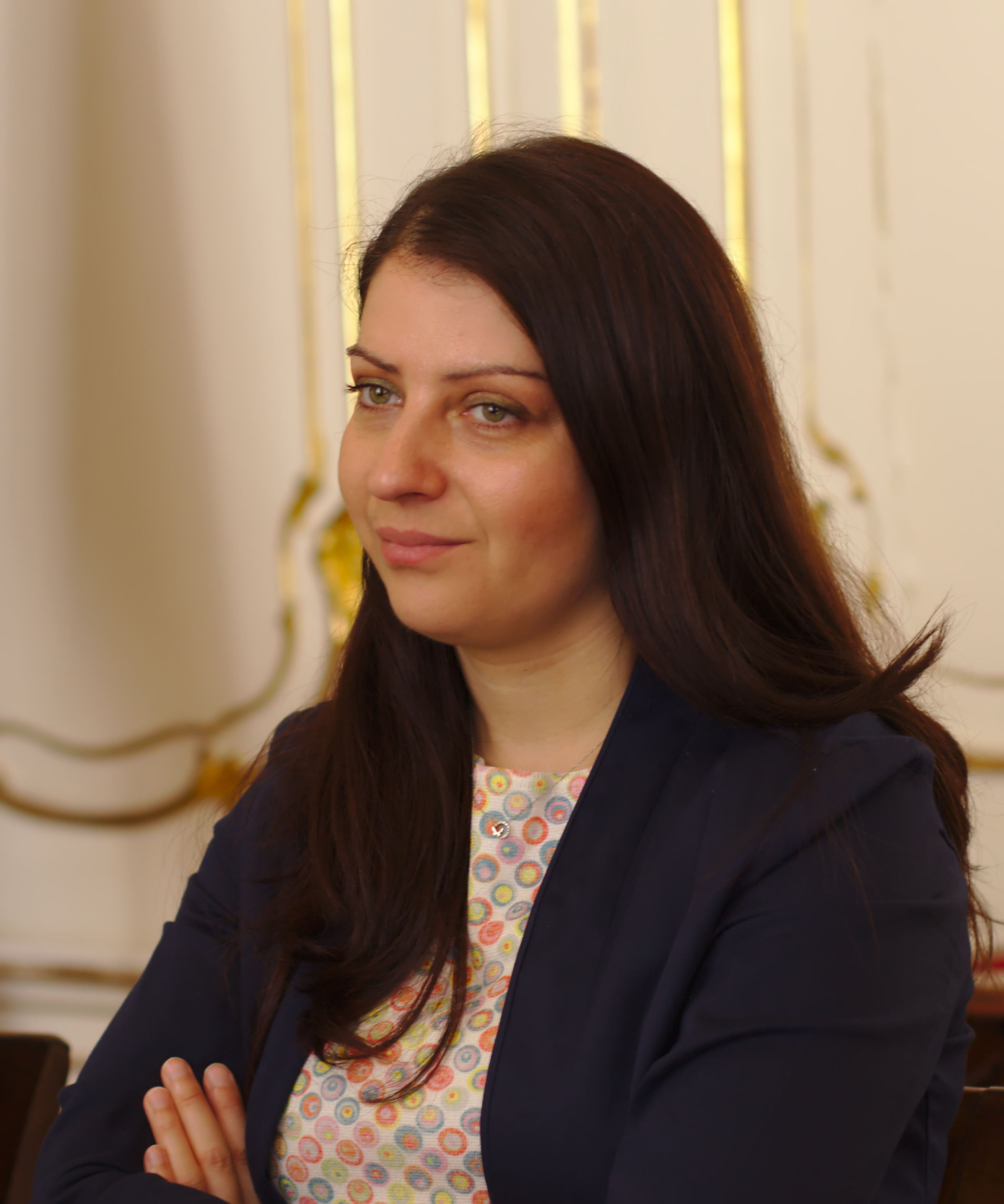
Muna Duzdar (2017)

Muna Duzdar (geboren am 22. August 1978 in Wien) ist eine österreichische Politikerin (SPÖ) und selbstständige Rechtsanwältin. Sie war von 2010 bis 2012 Mitglied des österreichischen Bundesrates, von 2012 bis 2016 Abgeordnete zum Wiener Landtag beziehungsweise Mitglied des Wiener Gemeinderates und von 2016 bis 2017 Staatssekretärin für Diversität, Öffentlichen Dienst und Digitalisierung im Bundeskanzleramt der Bundesregierung Kern. Von Juli 2023 bis Oktober 2024 war sie Abgeordnete zum Nationalrat, dem sie bereits von 2017 bis 2019 angehört hatte. Seit dem 7. März 2025 ist sie erneut Nationalratsabgeordnete.

## Ausbildung und Beruf
Muna Duzdar wuchs im Wiener Gemeindebezirk Floridsdorf auf und besuchte von 1984 bis 1988 die Volksschule und von 1988 bis 1996 ein Wiener Realgymnasium. Nach der Matura studierte sie zwischen 1996 und 2004 Rechtswissenschaften an der Universität Wien und schloss ihr Studium mit dem akademischen Grad Mag. iur ab. Danach absolvierte sie zudem von 2005 bis 2006 ein Masterstudium für Internationales Recht/Recht der arabischen Länder an der Universität Sorbonne in Paris. Duzdar legte am 9. November 2011 die Rechtsanwaltsprüfung ab und arbeitet seit November 2012 als selbstständige Rechtsanwältin.
Bereits während ihres Studiums arbeitete Duzdar von 1999 bis 2001 als Rechtssekretärin bei der Mietervereinigung Österreichs, danach war sie zwischen 2000 und 2004 als Internationale Sekretärin bei der Sozialistischen Jugend Österreich beschäftigt. Sie absolvierte von 2004 bis 2005 ein Praktikum im Europaparlament beim EU-Abgeordneten Herbert Bösch (SPÖ) und war während ihres Masterstudiums zwischen 2005 und 2006 als Fremdsprachenassistentin in Livry-Gargan und Clichy-sous-Bois aktiv. Danach erledigte sie von 2005 bis 2006 administrative Tätigkeiten für die Parti Socialiste in Paris.

## Politik und Funktionen
Duzdar wirkte zwischen 2001 und 2004 als Bezirksrätin in Wien-Donaustadt und wurde am 28. Jänner 2010 als Bundesrätin angelobt. Innerhalb des SPÖ-Bundesratsklubs übernahm sie die Funktion der Bereichssprecherin für Außenpolitik. Sie war Mitglied im Ausschuss für Arbeit, Soziales und Konsumentenschutz, Mitglied im Justizausschuss, Schriftführerin beziehungsweise stellvertretende Vorsitzende im Ausschuss für auswärtige Angelegenheiten, Mitglied beziehungsweise Schriftführerin im Ausschuss für Sportangelegenheiten und Mitglied im Unvereinbarkeitsausschuss. Am 18. November 2012 schied sie aus dem Bundesrat aus und wechselte in den Wiener Landtag und Gemeinderat, wurde am 19. November 2012 angelobt und folgte Karin Schrödl nach.
Duzdar bezeichnet Außenpolitik, Bildung, Integration sowie Wohn- und Bautenpolitik als ihre politischen Schwerpunkte.

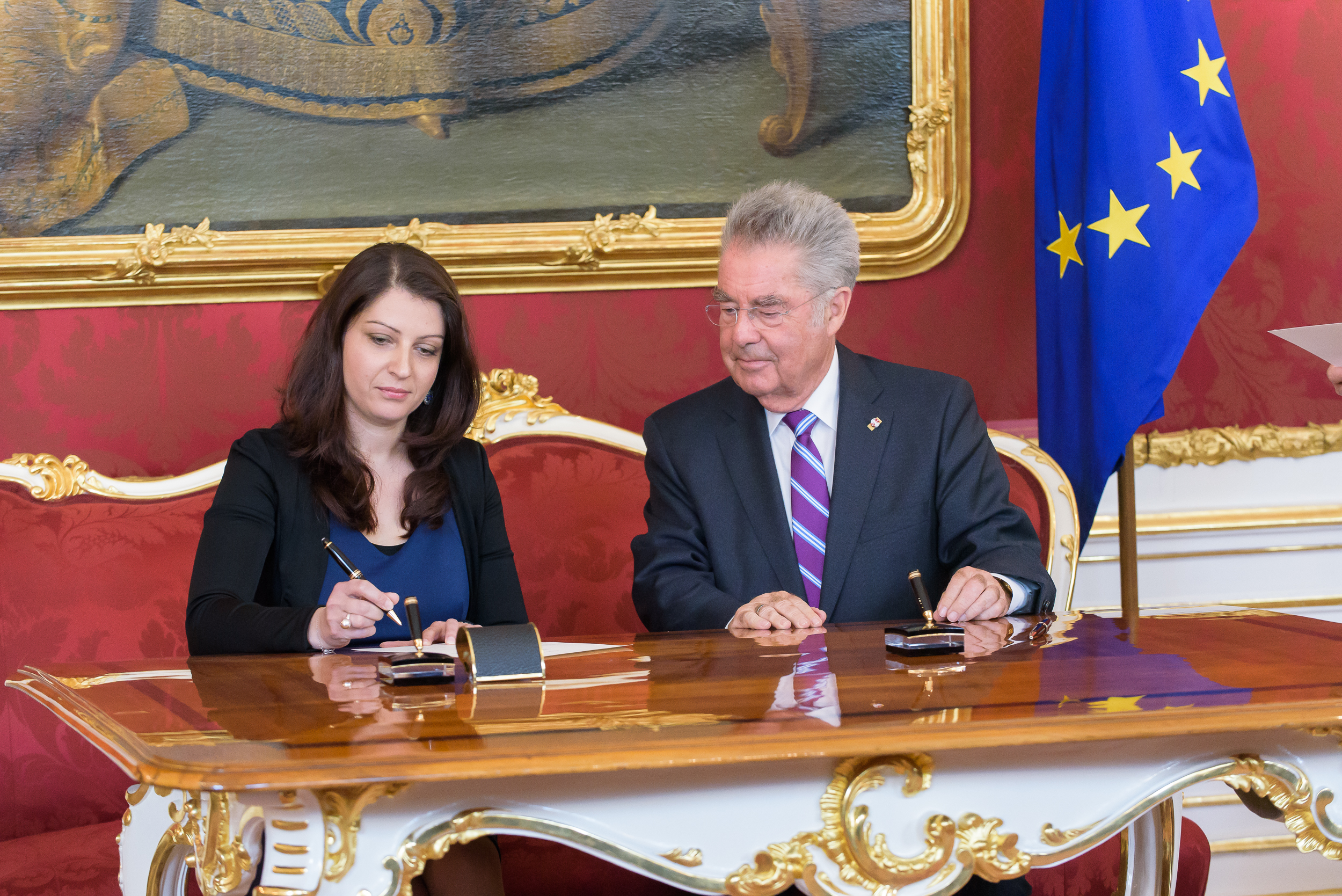
Duzdar bei ihrer Angelobung als Staatssekretärin neben Bundespräsident Heinz Fischer

2016 wurde Muna Duzdar als Staatssekretärin im Bundeskanzleramt einberufen. Sie war die bislang erste Staatssekretärin mit Migrationshintergrund und übernahm den Bereich „Verwaltung und Öffentlicher Dienst“ von Sonja Steßl und wurde weiters mit den Themengebieten der Diversität und Digitalisierung betraut. Sie war neben Thomas Drozda, Sonja Hammerschmid und Jörg Leichtfried eines der vier neuen Regierungsmitglieder unter dem am 17. Mai 2016 angelobten Bundeskanzler Christian Kern, der dem am 9. Mai 2016 zurückgetretenen Werner Faymann sowohl als Bundeskanzler als auch als SPÖ-Parteivorsitzender nachfolgte.
Bei der Nationalratswahl 2017 erreichte Muna Duzdar über die Wiener Landesliste ein Mandat. Nach der Nationalratswahl 2019 schied sie aus dem Nationalrat aus. Am 4. Juli 2023 rückte sie für Pamela Rendi-Wagner als Abgeordnete zum Nationalrat nach. Im SPÖ-Parlamentsklub wurde sie in der XXVII. Gesetzgebungsperiode Bereichssprecherin für Medien.

## Ehrenamt
Muna Duzdar war bis Mai 2016 Vereinspräsidentin der Palästinensisch-Österreichischen Gesellschaft (PÖG).

## Privates
Duzdar ist die Tochter palästinensischer Einwanderer. Ihr Vater war Angestellter bei der UNIDO, ihre Mutter Hausfrau. Sie hat fünf Geschwister. Ihre Muttersprachen sind Deutsch und Arabisch. Sie ist nach eigenen Angaben nicht-praktizierende Muslimin und war damit das erste Mitglied einer österreichischen Regierung der Zweiten Republik, das dieser Glaubensgemeinschaft angehört.